# 見米豊
見米 豊（みこめ ゆたか）は、日本の映像作家、アニメーター。
主に、NHKの音楽番組「みんなのうた」などのアニメーションを制作している。

## 作成作品一覧

### みんなのうた
- ◆は5分間1曲枠の楽曲。
- 1.かおりちゃんタイム / 谷村有美（1989年8月・9月放送）
- 2.元祖バナナの魂 / 山本コータロー、東京放送児童合唱団（1990年8月・9月放送）
- 3.ドレミのまほう / GO-BANG'S（1991年10月・11月放送）